# The Egyptian
The Egyptian is een Amerikaanse sandalenfilm uit 1954 onder regie van Michael Curtiz. Het scenario is gebaseerd op de roman Sinuhe de Egyptenaar (1945) van de Finse auteur Mika Waltari.

## Verhaal
Sinuhe is een vondeling die wordt grootgebracht door een Egyptisch arts. Tijdens zijn opleiding sluit hij vriendschap met de militair Horemheb. Ze redden samen het leven van farao Achnaton en komen aldus terecht aan diens hof. Horemheb stijgt snel in rang, maar Sinuhe moet op een zeker ogenblik het land ontvluchten. Toch zullen zij samen het lot van Egypte bepalen.

## Rolverdeling
| Acteur           | Personage    |
| ---------------- | ------------ |
| Jean Simmons     | Merit        |
| Victor Mature    | Horemheb     |
| Gene Tierney     | Baketamon    |
| Michael Wilding  | Achnaton     |
| Bella Darvi      | Nefer        |
| Peter Ustinov    | Kaptah       |
| Edmund Purdom    | Sinuhe       |
| Judith Evelyn    | Teje         |
| Henry Daniell    | Mekere       |
| John Carradine   | Grafschender |
| Carl Benton Reid | Senmut       |
| Tommy Rettig     | Thoth        |
| Anitra Stevens   | Nefertiti    |